# カーン (スタートレック)
カーンは、SFテレビドラマ『スタートレック』シリーズに登場する架空の人物の名称。英語では綴りの違う全くの別人を、日本語訳にあたってカーンとしている。以下にその違いを列挙する。
1. カーン・ノニエン・シン (Khan Noonien Singh) - 優生人類（20世紀後半に遺伝子操作で強化された地球人）。『宇宙大作戦』・『スタートレックII カーンの逆襲』に登場。詳細は該当項目を参照。
2. カングまたはカーン (Kang) - クリンゴン人。クルゾン・ダックスの旧友。『宇宙大作戦』・『スタートレック:ディープ・スペース・ナイン』に登場（『スタートレック:ヴォイジャー』には名前のみ登場）。マイケル・アンサラが演じた。
3. モーグの息子カーン (Kurn) - クリンゴン人。以下で詳述。
4. カーン (Kahn) - トリル星の共生生物。
  1. ニラーニ・カーン (Nilani Kahn) - トリル人女性。カーンのホストでトライアス・ダックスの妻。『スタートレック:ディープ・スペース・ナイン』に名前のみ登場。
  2. リナーラ・カーン (Lenara Kahn) - トリル人女性。カーンのホスト。『スタートレック:ディープ・スペース・ナイン』に登場。

## モーグの息子 カーン
(Kurn, the son of Mogh) SFテレビドラマ『新スタートレック』と『スタートレック:ディープ・スペース・ナイン』に登場する架空の人物。クリンゴン人。ウォーフの弟。自らの出生に関わる陰謀とクリンゴン帝国の政治的内紛に巻き込まれ数奇な運命を辿る。トニー・トッドが演じた。
- 姓 - （モーグ家）
- 名・中間名 - カーン （Kurn）
- 出身 - クロノス
- 国籍 - 無国籍（クリンゴン帝国追放）
- 職業 - ベイジョー国民軍

経歴
- 作戦中に死亡（公式記録）
- ベイジョー国民軍 入隊
- クリンゴン帝国 追放
- クリンゴン帝国最高評議会評議員 解任
- クリンゴン帝国最高評議会評議員 就任
- クリンゴン帝国内戦に、ガウロン派にて参戦
- I.K.S.ヘクタ 艦長（大佐）

家族
- モーグ （父・死亡）
- ウォーフ （兄）